# Thomas Esam William Bolos Faragalla
Morqos Thomas Esam William Bolos Faragalla (ur. 15 kwietnia 1967 w Al-Kusijja) – egipski duchowny katolicki Kościoła katolickiego obrządku koptyjskiego. Biskup Al-Kusijja od 2023.

## Życiorys

### Prezbiterat
4 stycznia 1995 otrzymał święcenia kapłańskie i został prezbiterem eparchii asjuckiej. Pracował głównie jako duszpasterz parafialny, był także m.in. duszpasterzem wspólnoty koptyjskiej w Paryżu oraz protosyncelem eparchii.

### Episkopat
Synod Kościoła koptyjskiego wybrał go pierwszym biskupem eparchii Al-Kusijja. Wybór ten został zatwierdzony przez papieża Franciszka 31 marca 2023. Sakry biskupiej udzielił mu 25 maja 2023 Ibrahim Isaac Sidrak – koptyjski katolicki patriarcha Aleksandrii.